# Passion (musical)
Passion és un musical adaptat de la pel·lícula d'Ettore Scola Passione d'Amore (que alhora estava basada en la novel·la Fosca d'Iginio Ugo Tarchetti). El llibret és de James Lapine, amb lletres i música de Stephen Sondheim. El subjecte central inclou l'obsessió, la bellesa, el poder, la manipulació, la passió i l'amor. Parcialment és una obra epistolar, car parts de la història són narrades mitjançant cartes.
Situada a Itàlia durant el segle xix, el musical de Sondheim tracta al voltant d'un soldat, Giorgio, que es troba afectat i finalment canviat per l'amor incondicional i obsessiu de Fosca, la cosina lletja i malalta del seu coronel. Durant tota l'obra, Giorgio s'escriu amb la seva bella (però casada) amant Clara. Passion és notable per ser un dels únics 3 espectacles que el mateix Sondheim va concebre (els altres dos són Sweeney Todd i Road Show)

## Produccions

### Producció original de Broadway
Després de 52 prèvies, Passion s'estrenà al Plymouth Theatre de Broadway el 9 de maig de 1994, tancant el 7 de gener de 1995. Dirigit per James Lapine, estava protagonitzat per Jere Shea com Giorgio, Donna Murphy com Fosca i Marin Mazzie com Clara. Aquesta producció va ser enregistrada per a la televisió poc després de tancar i emesa per la Public Broadcasting Service "American Playhouse" el 8 de setembre de 1996. Van realitzar-se 280 funcions, convertint-se en el musical amb menys representacions que ha guanyat el Premi Tony a Millor Musical.

### Producció original de Londres
El show va estrenar-se al Queen's Theatre del West End londinenc el 26 de març de 1996, tancant el 28 de setembre, després de 232 funcions. Dirigit per Jeremy Sams, era protagonitzada per Michael Ball com Giorgio, Helen Hobson com Clara i Maria Friedman com Fosca. No va realitzar-se un enregistrament mentre que la producció estava en marxa, sinó posteriorment, durant una actuació en concert amb pràcticament tota la integritat del repartiment original.

### Revival de Londres del 2010
El 21 de setembre de 2010 la Donmar Warehouse estrenà un revival a Londres com a part de les celebracions del 80è aniversari de Stephem Sondheim, representant-se fins al 27 de novembre. Va ser dirigida per Jamie Lloyd, i el repartiment estava protagonitzat per Elena Roger, Scarlett Strallen i David Thaxton. Aquesta producció va guanyar el Premi Evening Standard a Millor Musical. David Thaxton va guanyar el Premi Olivier a Millor Actor de Musical.

### Altres produccions
El musical va formar part de la Sondheim Celebration al Kennedy Center, representant-se entre el 19 de juliol i el 23 d'agost de 2002, amb direcció d'Eric Schaeffer i protagonitzat per Michael Cerveris, Rebecca Luker i Judy Kuhn.
Al febrer de 2004 va ser produïda a l'Òpera de Minnesota, amb direcció de Tim Albery i protagonitzada per Patricia Racette com Fosca, William Burden com Giorgio i Evelyn Pollock com Clara.
Entre el 30 de març i l'1 d'abril es realitzaren 3 funcions, protagonitzades per Michael Cerveris com Giorgio, Patti LuPone com Fosca i Audra McDonald com Clara al Lincoln Center de Nova York. Aquesta producció va ser emesa per la PBS al programa "Live From Lincoln Center" del 31 de març de 2005.

## Sinopsi
1863. Milà. Dos joves amants estan junts al llit ("Happiness"). El capità Giorgio trenca el moment i diu a la seva amant Clara que serà traslladat a una guarnició provincial. Allà es troba amb el Coronel Ricci, comandant del regiment, i el Dr. Tambourri, el seu metge. Enyora a Clara (“First Letter”), i Clara l'enyora a ell ("Second Letter"). Els pensaments de Giorgio són interromputs per un xiscle esfereïdor. El coronel li diu que no s'amoïni; es tracta de la seva cosina malalta, Fosca. Li diu a Giorgio que a Fosca li encanta llegir, i Giorgio s'ofereix a deixar-li alguns llibres.
En un destí militar tan allunyat de la ciutat, el sensible Giorgio es troba cada cop més fora de lloc. Comença a fer a amistat amb el Doctor, que descriu a Fosca com que pateix un trastorn somatomorf, i sovint pateix convulsions, mostra el seu patiment i la necessitat de connectar. Giorgio pregunta al Doctor si Fosca és maca; i aquest no respon. Posteriorment, Giorgio rep una altra carta de Clara ("Fourth Letter"). Mentrestant, apareix una ombra al seu darrere que baixa una llarga escala. Vestida amb un vestit rígid i apropant-se amb un pas incert, Fosca es presenta a Giorgio i li agraeix els llibres. Quan ell li suggereix una llarga novel·la per meditar sobre ella, Fosca li explica que no llegeix per pensar o buscar una veritat, sinó per viure a través dels personatges. Llavors, s'apaga meditant foscament sobre la seva vida ("I Read"). Quan Giorgio observa que un cotxe de morts recull flors per a un funeral, Fosca pateix una convulsió histèrica. Giorgio queda bocabadat i horroritzat ("Transition").
L'endemà, Giorgio acompanya Fosca, al Coronel i al Doctor al descuidat jardí d'un castell en runes proper, on el Coronel demana a Giorgio que ofereixi el braç a Fosca. Mentre que Giorgio i Fosca passegen, ell explica en una carta a Clara que la presència d'una dona fa que pensi en ella. Giorgio canta sobre els poders de l'amor, que és l'única certesa de la que podem estar segurs a la vida, amb Clara de cor. Fosca, en canvi, es mostra ferida, i l'acusa d'insensibilitat. Reconeix que Giorgio, com ella mateixa, és diferent de tota la resta, i li demana de ser amics ("Garden Sequence").
Mentre que els dies passen, Giorgio i clara canvien cartes sobre Fosca. Clara l'adverteix que mantingui la distància; però Fosca ha desenvolupat una perillosa obsessió. Aquella nit al sopar, ella dona a Giorgio una carta declarant els seus sentiments, però ell prefereix no llegir-la. Giorgio demana immediatament al Coronel si pot tenir un permís de 5 dies per marxar a Milà. Amb alguns dubtes, Giorgio accepta ("Transition"). L'endemà al matí, mentre que Giorgio es prepara per marxar, Fosca l'embosca i aferrant-se a ell, li declara el seu amor. Ell la calma, però no abans que accepti que l'escrigui només arribar a la ciutat. L'endemà, Fosca llegeix en plors la carta que Giorgio li ha enviat rebutjant educadament el seu amor mentre que ell i Clara, de nou a la seva petita habitació, canten pel seu amor cap a l'altre ("Trio").
Quan Giorgio torna al campament, Fosca el rep fredament. Ella li pregunta sobre el seu affair amb Clara i se n'assabenta que la seva "rival" està casada. En un agre intercanvi, ambdós estan d'acord per tallar tots els seus lligams. Passen tres setmanes sense que es trobin ("Transition"), però just quan Giorgio comença a pensar que ha quedat lliure de Fosca, el Doctor se li apropa i li diu que Fosca està morint. El seu rebuig del seu amor ha incrementat la gravetat del seu mal. Giorgio, que com ha soldat ha de salvar vides, ha d'anar-hi i oferir-li noves paraules d'esperança. Giorgio es mostra d'acord.
Giorgio entra al dormitori de Fosca, i ella li demana que es quedi al costat del llit mentre que ella dorm. Quan es fa de dia, Fosca li demana un favor abans no marxi: Escrigui una carta per mi. Ell accepta, però la carta que li dicta és una fantasiosa de Giorgio cap a ella (“I Wish I Could Forget You”). A continuació, va cap a ell, mentre que Giorgio marxa corrent cap a la sala. La resta de soldats xiuxiueixen sobre Giorgio i Fosca mentre que juguen a billar ("Soldiers' Gossip"). El Coronel Ricci agraeix a Giorgio l'amabilitat mostrada cap a la seva cosina, i li explica la seva història. En una escena en flashback, es veu que Fosca va tenir il·lusions sobre la seva imatge i expectacions pel seu futur. Un dia, el coronel convidà a sopar a l'austríac conte Ludovic i se'l presentà. Fosca estava encantada em ell, tot i que tenia les seves sospites. Es van casar aviat, i el conte llibertí malgastà la fortuna dels seus pares. Un dia Fosca s'enfrontà per l'amant del seu marit, dient-li que no era un gigoló, sinó un frau i un bígam. Finalment, Ludovic ho admet i desapareix, deixant-la tota sola. Va ser llavors que ella va caure malalta. Quan els seus pares van morir el Coronel, sentint-se responsable de la situació, se'n va fer càrrec ("Flashback").
Clara, mentrestant, ha escrit una nova carta a Giorgio ("Sunrise Letter") pensant en la seva edat, en la que li confessa que té por que ell no l'estimarà més quan sigui gran i lletja. Giorgio va fins al cim d'una desolada muntanya, seu per respondre a Clara, i Fosca apareix. Després que Giorgio arremeti contra ella irat ("Is This What You Call Love?"), ella es desmaia, i ell la porta de tornada sota la pluja. La resta de soldats murmuren sobre Giorgio i Fosca tornant cap al campament xops ("Soldiers' Gossip").
La pluja, el calvari perquè Fosca torni al campament i potser l'exposició a les contagioses emocions de Fosca fan que Giorgio acabi enfebrat ("Nightmare"). El Doctor l'atén i li diu que l'enviarà a Milà amb un permís per malaltia de 40 dies ("Transition"). Mentre que puja al tren veu que de nou ha estat seguit per Fosca. Ella es disculpa per ser l'origen de la seva malaltia, i li diu que no podria estar més lluny del que ella voldria per a ell. Giorgio li respon que ell mai no l'estimarà i li demana que ho deixi estar. Ella li replica que això no pot passar; el seu amor no és una elecció, és el que ella és. Ella proclama que l'estima molt, i que moriria per ell ("Loving You"). "Morir per mi? Quina mena d'amor és aquest?", li pregunta Giorgio. Ella li respon que és el veritable amor, i que al final, veurà la bellesa que hi ha en ella. Giorgio finalment es commou per la força de les seves emocions. L'embolica en una manta i la porta de tornada ("Transition").
Confós de veure a Giorgio tan aviat, el Doctor l'adverteix que ha de deixar de veure a Fosca, car ella és una amenaça per la seva salut física i mental. Giorgio li demana si pot escurçar la seva baixa, car pensa que el seu deure és quedar-se i ajudar a Fosca en tot allò que pugui. El Doctor li diu que ningú no pot ajudar a Fosca, i que ell serà traslladat permanentment si no agafa el seu permís. Giorgio marxa a Milan i li diu a Clara que no agafarà tot el seu permís, decisió que fa que Clara li pregunti sobre Fosca, gelosament. Giorgio li respon demanant-li que abandoni al seu marit i que marxi amb ell, però ella, al tenir un fill, no pot.
Giorgio torna al post i està a la festa de Nadal amb Fosca i els soldats. L'ambient festiu és trencat quan el Coronel envia a Giorgio al quarter general. Davant la vergonya general, les notícies fan que Fosca es llenci en braços de Giorgio, pregant-li que no l'abandoni, i marxa cap a la seva habitació en plors. Després, Giorgio llegeix la darrera carta de Clara, on li demana que esperi que el seu fill creixi per a tenir un compromís més seriós ("Farewell Letter"). Llavors, Giorgio s'adona que el que té amb Clara és poc més que entusiasme. Ja no vol seguir la relació curosament planejada i pràctica que han compartit ("Just Another Love Story"); i deixa estar la carta.
Després de descobrir la carta que Fosca dictà a Giorgio, el Coronel l'acusa de seduir la seva cosina i el desafia a un duel. El Doctor intenta de fer de mitjancer, però Giorgio li demana que ho arregli per veure a Fosca un darrer cop. Finalment, Giorgio ha vist com és de profund l'amor de Fosca. S'adona que estima a Fosca, molt més del que ha estimat mai.
Aquell vespre Giorgio torna a l'habitació de Fosca, i sabent que fer l'amor la podria matar, es rendeix al que ella té al cor (“No One Has Ever Loved Me”). S'abracen, i finalment es consuma la seva passió.
L'endemà al matí té lloc el duel. Giorgio fereix el Coronel Ricci i respon amb un xiscle recordant els anteriors atacs de Fosca.
Passen diversos mesos, i Giorgio està a un hospital, recuperant-se dels seus nervis. Una infermera entra amb una carta i diverses coses del Doctor. Fosca va morir tres dies després de la nit en què van estar junts; i el Coronel Ricci es recupera de la ferida. Fosca va deixar a Giorgio una carta i una caixa amb algunes de les seves possessions, que el Doctor també va incloure. Com en un somni, la resta de personatges apareixen, mentre que Giorgio comença a llegir la darrera carta de Fosca. Escolta la seva veu, i junts canten les seves revelacions ("Finale").
A poc a poc, la companyia marxa, seguida per Fosca, deixant a Giorgio sol a la seva taula.

## Cançons
- Happiness - Clara i Giorgio
- First Letter - Clara i Giorgio
- Second Letter - Clara i Giorgio
- Third Letter - Clara, Giorgio, Soldats
- Fourth Letter - Clara
- I Read - Fosca
- Transition (#1) - Giorgio, Men
- Garden Sequence - Giorgio, Clara, Fosca
- Transition (#2) - Soldats
- Trio - Fosca, Giorgio, Clara
- Transition (#3) - Attendants
- "This is hell..." - Soldats & Attendants +
- "God, you are so beautiful..." - Fosca +
- I Wish I Could Forget You - Fosca
- "How can I describe her..." - Soldats +
- Soldier's Gossip (#1) - Soldats
- Flashback - Coronel Ricci, Fosca, Mare, Pare, Ludovic, Mistress
- Sunrise Letter - Clara i Giorgio
- Is This What You Call Love? - Giorgio
- Soldiers' Gossip (#2) - Soldats
- Nightmare - Grup #1 i #2 +
- Transition (#4) - Rizzolli
- Forty Days - Clara
- Loving You - Fosca
- Transition (#5) - Dona, Home
- Soldiers' Gossip (#3) - Soldats
- "Giorgio, I didn't tell you in my letter..." - Clara +
- Christmas Carol - Torasso +
- Farewell Letter - Clara
- Just Another Love Story - Giorgio i Clara
- No One Has Ever Loved Me - Giorgio
- "All this happiness..." - Fosca
- The Duel +
- Finale - Companyia

+ No inclòs al CD

## Premis i Nominacions

### Producció original de Broadway
| Any  | Premi               | Categoria                               | Nominació                      | Resultat   |
| ---- | ------------------- | --------------------------------------- | ------------------------------ | ---------- |
| 1994 | Premi Drama Desk    | Musical Més Destacat                    | Musical Més Destacat           | GUANYADOR  |
| 1994 | Premi Drama Desk    | Llibret Més Destacat                    | James Lapine                   | GUANYADOR  |
| 1994 | Premi Drama Desk    | Actor de Musical Més Destacat           | Jere Shea                      | Nominat    |
| 1994 | Premi Drama Desk    | Actriu de Musical Més Destacada         | Donna Murphy                   | GUANYADORA |
| 1994 | Premi Drama Desk    | Director de Musical Més Destacat        | James Lapine                   | Nominat    |
| 1994 | Premi Drama Desk    | Orquestració Més Destacada              | Jonathan Tunick                | GUANYADOR  |
| 1994 | Premi Drama Desk    | Lletres Més Destacades                  | Stephen Sondheim               | GUANYADOR  |
| 1994 | Premi Drama Desk    | Música Més Destacada                    | Stephen Sondheim               | GUANYADOR  |
| 1994 | Premi Drama Desk    | Escenografia Més Destacada              | Adrianne Lobel                 | Nominat    |
| 1994 | Premi Drama Desk    | Vestuari Més Destacat                   | Jane Greenwood                 | Nominat    |
| 1994 | Premi Drama Desk    | Il·luminació Més Destacada              | Beverly Emmons                 | Nominat    |
| 1994 | Premi Theatre World | Premi Theatre World                     | Jere Shea                      | GUANYADOR  |
| 1994 | Premi Tony          | Millor Musical                          | Millor Musical                 | GUANYADOR  |
| 1994 | Premi Tony          | Millor Llibret de Musical               | James Lapine                   | GUANYADOR  |
| 1994 | Premi Tony          | Millor Partitura                        | Stephen Sondheim               | GUANYADOR  |
| 1994 | Premi Tony          | Millor Actor Protagonista de Musical    | Jere Shea                      | Nominat    |
| 1994 | Premi Tony          | Millor Actriu Protagonista de Musical   | Donna Murphy                   | GUANYADORA |
| 1994 | Premi Tony          | Millor Actor de Repartiment de Musical  | Tom Aldredge                   | Nominat    |
| 1994 | Premi Tony          | Millor Actriu de Repartiment de Musical | Marin Mazzie                   | Nominat    |
| 1994 | Premi Tony          | Millor Direcció de Musical              | James Lapine                   | Nominat    |
| 1994 | Premi Tony          | Millor Vestuari de Musical              | Jane Greenwood                 | Nominat    |
| 1994 | Premi Tony          | Millor Il·luminació de Musical          | Beverly Emmons                 | Nominat    |
| 1995 | Premis Grammy       | Millor àlbum de teatre musical          | Millor àlbum de teatre musical | Guanyador  |

### Producció Original de Londres
| Any  | Premi                   | Categoria                                             | Nominació          | Resultat   |
| ---- | ----------------------- | ----------------------------------------------------- | ------------------ | ---------- |
| 1996 | Premi Evening Standard  | Millor Musical Nou                                    | Millor Musical Nou | GUANYADOR  |
| 1997 | Premis Laurence Olivier | Millor Musical                                        | Millor Musical     | Nominat    |
| 1997 | Premis Laurence Olivier | Millor Actriu de Musical                              | Maria Friedman     | GUANYADORA |
| 1997 | Premis Laurence Olivier | Millor Actuació en un Paper de Repartiment de Musical | Hugh Ross          | Nominat    |
| 1997 | Premis Laurence Olivier | Millor Escenografia                                   | Paul Farnsworth    | Nominat    |
| 1997 | Premi Readers Choice    | Millor Musical Nou                                    | Millor Musical Nou | Nominat    |
| 1997 | Premi Readers Choice    | Millor Actor                                          | Michael Ball       | GUANYADOR  |
| 1997 | Premi Readers Choice    | Millor Actriu                                         | Maria Friedman     | GUANYADORA |
| 1997 | Premi Readers Choice    | Millor Director                                       | Jeremy Sams        | GUANYADOR  |

### Revival de Londres 2010
| Any  | Premi                   | Categoria                | Nominació              | Resultat  |
| ---- | ----------------------- | ------------------------ | ---------------------- | --------- |
| 2011 | Premi Evening Standard  | Millor Musical           | Millor Musical         | GUANYADOR |
| 2011 | Premis Laurence Olivier | Millor Revival Musical   | Millor Revival Musical | Nominat   |
| 2011 | Premis Laurence Olivier | Millor Actor de Musical  | David Thaxton          | GUANYADOR |
| 2011 | Premis Laurence Olivier | Millor Actriu de Musical | Elena Roger            | Nominada  |